# Опсада граничне базе Луганск
Опсада граничне базе Луганск била је дводневни обрачун на украјинској пограничној бази која се налази на периферији града Луганска, од 2. до 4. јуна 2014. године.

## Позадина
Након завршетка украјинске револуције 2014. године, источна Украјина је доживела проруске протесте. Владине зграде које су првобитно биле заузете су поново заузете, али су 6. априла канцеларију Службе безбедности Украјине у Луганску заузели демонстранти. Дана 29. априла заплењени су и многи други кључни објекти, као што су зграде Подручне државне управе и тужилаштва. Проруски сепаратисти су убрзо проширили своју контролу на друге градове и одржали референдум 11. маја 2014, за који су рекли да је показало да је 96% бирача подржало независни Луганск. Граница према Луганску доживела је велики прилив Руса који су покушавали да пређу у Украјину да би се придружили сепаратистима, са многим покушајима одбијеним.

## Борба
Дана 2. јуна у 00.30 часова, 100 побуњеника напало је базу граничне страже, али су стражари разменили ватру и успели да одбију напад. Међутим, број побуњеника се повећао на 400, а према речима граничара, побуњеници су потом отишли у стамбена насеља, и пуцали са врхова оближњих станова. Милитанти су користили аутоматско оружје и РПГ против граничара. Усамљени авион је издвојен да покуша да подржи граничаре, који су се борили против побуњеника. Према речима граничара, неки од милитаната су били страни борци из Русије.
Украјински борбени авиони извршили су ваздушне нападе на упоришта сепаратиста у самом Луганску, како би покушали да подрже граничаре. Најмање један авион је виђен како лети испред, а ракета коју су испалиле украјинске ваздухопловне снаге експлодирала је на Луганску РСА, убивши 8–13 цивила и ранивши многе друге. Влада Украјине је негирала да је одговорна и тврдила да је то изазвано неиспаљеном побуњеничком преносном ракетом земља-ваздух. Међутим, следећег дана, ОЕБС је објавио извештај, заснован на „ограниченом посматрању“, у коме је за експлозију окривио ваздушни напад. Војска је признала да је извела преко 150 ваздушних напада током дана у области Луганска.
Тешке борбе су трајале до касније током дана. До краја првог дана напад је пропао, а Граничари су и даље имали контролу, са 7 рањених.
Трећег јуна ситуација је била мирнија, али су побуњеници наставили са опсадом базе. Према речима портпарола граничне страже, међу сепаратистима који су их опседали били су и козаци. Он је такође рекао да украјински војници не долазе у помоћ. Валериј Болотов, „народни гувернер“ Луганска, изјавио је да ће, уколико се Граничари не повуку до вечери, бити „збрисани са лица земље“. Русија је позвала на хитан састанак Савета безбедности УН-а. Оптужили су Украјину за злочине против сопственог народа.
4. јуна украјинске трупе су се предале. Овлашћени су да се повуку из базе и распоређени су на друго место. Проруски сепаратисти су заузели муницију из базе и дозволили преосталим граничарима да оду. Сепаратисти су заузели базу, као и базу Националне гарде у близини Луганска и другу базу граничне страже у Свердловску. База Националне гарде пала је након што је тамошњим војницима понестало муниције, док су сепаратисти запленили количине муниције и експлозива са граничне страже у Луганску.